# Rewiwim (osiedle)
Rewiwim (hebr. שכונת רביבים) – osiedle mieszkaniowe w Tel Awiwie, znajdujące się na terenie Dzielnicy Drugiej.

## Położenie
Osiedle leży na nadmorskiej równinie Szaron. Jest położone w północno-wschodniej części aglomeracji miejskiej Tel Awiwu, na północ od rzeki Jarkon. Północną granicę wyznacza ulica Dvora HaNevi’a, za którą znajduje się osiedle Ramot Cahala. Na wschodzie za ulicą Mishmar HaYarden jest osiedle Ramat ha-Chajjal, na południu za ulicą Petahiah Miregensburg jest osiedle Newe Dan, a na zachodzie za drogą nr 482  są osiedla Ne’ot Afeka i Giwat ha-Perachim.

## Historia
Budowa osiedla rozpoczęła się w 1956.

## Architektura
Zabudowa osiedla składa się z wielopiętrowych budynków mieszkalnych wzniesionych z „wielkiej płyty”.

## Gospodarka
W zachodniej części osiedla jest położone centrum handlowe, w którym znajduje się apteka.

## Transport
Najważniejszą ulicą osiedla jest droga nr 482  (Tel Awiw-Herclijja), którą jadąc na północ dojeżdża się do autostrady nr 5  (Tel Awiw-Ari’el).